# Roel Reiné
Roel Reiné (Eindhoven, 15 de julho de 1970) é um cineasta e produtor de cinema e de televisão neerlandês. Dirigiu filmes como: Pistol Whipped, The Marine 2, Death Race 2 e The Condemned 2.

## Carreira
Em 2010, o cineasta holandês dirigiu Death Race 2, um prequel oficial do filme de Paul W.S. Anderson Death Race.

Em janeiro de 2010 dirigiu Luke Goss que foi escolhido para retratar o motorista, Frankenstein e a modelo sul-Africana Tanit Phoenix foi lançada como Katrina Banks.

### Wolf Town
Roel Reine também produziu o filme de terror Indie Wolf Town, dirigido por Paul Hart-Wilden.

## Filmografia

### Séries
- "De uitdaging" (1990)
- "12 steden, 13 ongelukken" (1990)
- "Sam sam" (1994)
- "Voor hete vuren" (1995)
- "Brutale meiden" (1997)
- "Sterker dan drank" (1997)
- "'t Zal je gebeuren..." (1998)
- "De aanklacht" (2000)
- "Verkeerd verbonden" (2000)

### Filmes
- No More Control (1996)
- Carwars (1999)
- The Delivery (1999)
- Adrenaline (2003)
- Deadwater (2007)
- Pistol Whipped (2008)
- Drifter (2008)
- The Forgotten Ones (2009)
- The Marine 2 (2009)
- The Lost Tribe (2010)
- Death Race 2 (2010)
- The Scorpion King 3: Battle for Redemption (2012)
- Death Race 3: Inferno (2013)
- 12 Rounds 2: Reloaded (2013)
- Dead in Tombstone (2013)
- SEAL Team 8: Behind Enemy Lines (2014)
- The Condemned 2 (2015)
- Michiel de Ruyter (2015)
- The Man with the Iron Fists 2 (2015)
- Hard Target 2 (2016)